# 1. Bundesliga 2013-2014 (maschile, Austria)
La 1. Bundesliga austriaca di pallavolo maschile 2013-2014 si è svolta dall'8 ottobre 2013 al 26 aprile 2014: al torneo hanno partecipato 10 squadre di club austriache e la vittoria finale è andata per la settima volta al Volleyball Team Tirol.

## Regolamento
Le squadre hanno disputato una prima fase, con gare di andata e ritorno, per un totale di quattordici giornate: le prime quattro classificate, più la vincitrice dei play-off scudetto della 1. Bundesliga 2012-13 e l'Union Volleyball Raiffeisen Waldviertel (che non hanno preso parte alla prima fase), hanno acceduto al girone A della seconda fase, disputata con gare di andata e ritorno, per un totale di dieci giornate, mentre le ultime quattro classificate hanno acceduto al girone B della seconda fase, disputata con gare di andata e ritorno per un totale di sei giornate. Al termine della seconda fase:
- Le sei squadre del girone A e le prime due classificate del girone B hanno acceduto ai play-off scudetto, strutturati in quarti di finale, semifinali, entrambe giocate al meglio di tre vittorie su cinque gare, finale per il terzo posto, giocata al meglio di due vittorie su tre gare, e finale, giocata al meglio di quattro vittorie su sette gare.
- Le quattro sconfitte ai quarti di finale play-off scudetto hanno acceduto ai play-off 5º posto, strutturati in semifinale, finale per il settimo posto e finale per il quinto posto, tutte giocate al meglio di due vittorie su tre gare.
- Le ultime due classificate del girone B, più le prime due classificate dalla 2. Bundesliga, hanno acceduto ai play-out retrocessione, strutturati in un girone all'italiana, con gare di andata e ritorno per un totale di sei giornate (se al primo posto della classifica arriva una squadra di 1. Bundesliga, tutte le squadre rimangono nella stessa categoria, mentre nel caso in cui al primo posto in classifica arriva una squadra di 2. Bundesliga, questa viene promossa in 1. Bundesliga e peggiore classificata di 1. Bundesliga retrocede in 2. Bundesliga).

## Squadre partecipanti
- Aich/Dob
- Amstetten
- Raiffeisen Waldviertel
- Graz
- Hartberg
- Klagenfurt
- Supervolley OÖ
- Tirol
- Vienna hotVolleys
- Weiz

## Torneo

### Prima fase

#### Risultati
| Prima giornata |                             |     |                                  |
|                |                             |     |                                  |
| 08-10          | Graz-Klagenfurt             | 3-1 | 22-25, 25-19, 25-14, 25-22       |
| 09-10          | Innsbruck-Hartberg          | 3-0 | 25-20, 25-21, 25-21              |
| 09-10          | Weiz-Raiffeisen Waldviertel | 2-3 | 17-25, 25-17, 25-19, 15-25, 9-15 |
| 09-10          | Vienna-Enns                 | 3-0 | 25-18, 25-16, 25-23              |

| Seconda giornata |                                   |     |                                   |
|                  |                                   |     |                                   |
| 12-10            | Graz-Innsbruck                    | 0-3 | 27-29, 21-25, 17-25               |
| 12-10            | Klagenfurt-Raiffeisen Waldviertel | 2-3 | 15-25, 25-19, 21-25, 29-27, 10-15 |
| 12-10            | Enns-Weiz                         | 2-3 | 20-25, 25-22, 23-25, 33-31, 11-15 |
| 12-10            | Hartberg-Vienna                   | 3-1 | 19-25, 25-20, 28-26, 25-21        |

| Terza giornata |                             |     |                            |
|                |                             |     |                            |
| 16-10          | Innsbruck-Klagenfurt        | 3-0 | 25-17, 25-17, 25-11        |
| 16-10          | Vienna-Graz                 | 3-1 | 25-23, 17-25, 25-18, 25-20 |
| 16-10          | Raiffeisen Waldviertel-Enns | 3-0 | 25-17, 25-18, 25-16        |
| 16-10          | Weiz-Hartberg               | 0-3 | 19-25, 20-25, 14-25        |

| Quarta giornata |                                 |     |                            |
|                 |                                 |     |                            |
| 19-10           | Klagenfurt-Enns                 | 3-0 | 25-16, 25-13, 26-24        |
| 19-10           | Graz-Weiz                       | 3-1 | 25-23, 25-16, 17-25, 25-22 |
| 19-10           | Innsbruck-Vienna                | 3-0 | 25-18, 25-18, 25-21        |
| 19-10           | Hartberg-Raiffeisen Waldviertel | 3-1 | 25-23, 25-12, 25-27, 25-21 |

| Quinta giornata |                             |     |                            |
|                 |                             |     |                            |
| 26-10           | Innsbruck-Weiz              | 3-0 | 25-19, 25-18, 26-24        |
| 26-10           | Raiffeisen Waldviertel-Graz | 3-0 | 25-15, 25-20, 25-19        |
| 26-10           | Enns-Hartberg               | 1-3 | 26-28, 23-25, 25-22, 14-25 |
| 06-11           | Vienna-Klagenfurt           | 3-0 | 25-18, 25-18, 25-21        |

| Sesta giornata |                                  |     |                     |
|                |                                  |     |                     |
| 01-11          | Graz-Enns                        | 3-0 | 25-22, 25-19, 25-18 |
| 01-11          | Klagenfurt-Hartberg              | 3-0 | 18-25, 15-25, 16-25 |
| 01-11          | Vienna-Weiz                      | 0-3 | 25-21, 25-20, 25-15 |
| 27-11          | Innsbruck-Raiffeisen Waldviertel | 3-0 | 25-17, 25-16, 25-19 |

| Settima giornata |                               |     |                                   |
|                  |                               |     |                                   |
| 02-11            | Enns-Innsbruck                | 0-3 | 12-25, 20-25, 10-25               |
| 03-11            | Raiffeisen Waldviertel-Vienna | 3-2 | 25-20, 21-25, 25-19, 23-25, 19-17 |
| 03-11            | Weiz-Klagenfurt               | 3-0 | 25-18, 25-22, 29-27               |
| 03-11            | Hartberg-Graz                 | 1-3 | 25-19, 16-25, 22-25, 20-25        |

| Ottava giornata |                             |     |                                   |
|                 |                             |     |                                   |
| 09-11           | Klagenfurt-Graz             | 2-3 | 25-21, 20-25, 23-25, 28-26, 14-16 |
| 09-11           | Hartberg-Innsbruck          | 3-2 | 21-25, 25-20, 17-25, 25-20, 15-12 |
| 09-11           | Raiffeisen Waldviertel-Weiz | 3-1 | 25-22, 25-15, 22-25, 25-17        |
| 10-11           | Enns-Vienna                 | 0-3 | 25-27, 21-25, 16-25               |

| Nona giornata |                                   |     |                                   |
|               |                                   |     |                                   |
| 13-11         | Innsbruck-Graz                    | 3-1 | 25-21, 25-17, 21-25, 25-19        |
| 13-11         | Raiffeisen Waldviertel-Klagenfurt | 3-1 | 25-23, 25-20, 22-25, 25-21        |
| 13-11         | Weiz-Enns                         | 3-0 | 25-15, 25-23, 25-22               |
| 13-11         | Vienna-Hartberg                   | 2-3 | 15-25, 17-25, 25-21, 25-12, 14-16 |

| Decima giornata |                             |     |                                   |
|                 |                             |     |                                   |
| 16-11           | Klagenfurt-Innsbruck        | 0-3 | 19-25, 21-25, 5-25                |
| 16-11           | Graz-Vienna                 | 2-3 | 25-23, 20-25, 26-24, 16-25, 12-15 |
| 16-11           | Enns-Raiffeisen Waldviertel | 1-3 | 25-21, 19-25, 18-25, 13-25        |
| 16-11           | Hartberg-Weiz               | 3-1 | 25-11, 25-13, 27-29, 25-22        |

| Undicesima giornata |                                 |     |                            |
|                     |                                 |     |                            |
| 04-12               | Enns-Klagenfurt                 | 3-0 | 25-17, 25-23, 25-23        |
| 09-12               | Weiz-Graz                       | 1-3 | 25-17, 22-25, 22-25, 24-26 |
| 22-11               | Vienna-Innsbruck                | 1-3 | 16-25, 22-25, 25-23, 23-25 |
| 23-11               | Raiffeisen Waldviertel-Hartberg | 3-0 | 25-17, 25-16, 25-18        |

| Dodicesima giornata |                             |     |                                   |
|                     |                             |     |                                   |
| 29-11               | Weiz-Innsbruck              | 0-3 | 17-25, 20-25, 18-25               |
| 30-11               | Graz-Raiffeisen Waldviertel | 2-3 | 23-25, 19-25, 28-26, 25-17, 14-16 |
| 30-11               | Hartberg-Enns               | 3-0 | 25-18, 25-21, 25-20               |
| 30-11               | Klagenfurt-Vienna           | 1-3 | 14-25, 12-25, 27-25, 16-25        |

| Tredicesima giornata |                                  |     |                                   |
|                      |                                  |     |                                   |
| 07-12                | Enns-Graz                        | 1-3 | 11-25, 18-25, 30-28, 11-25        |
| 07-12                | Hartberg-Klagenfurt              | 2-3 | 25-20, 25-16, 23-25, 21-25, 13-15 |
| 07-12                | Weiz-Vienna                      | 1-3 | 21-25, 20-25, 25-18, 17:25        |
| 07-12                | Raiffeisen Waldviertel-Innsbruck | 0-3 | 16-25, 20-25, 19-25               |

| Quattordicesima giornata |                               |     |                            |
|                          |                               |     |                            |
| 13-12                    | Innsbruck-Enns                | 3-0 | 25-13, 25-9, 25-17         |
| 13-12                    | Vienna-Raiffeisen Waldviertel | 3-0 | 25-21, 25-17, 25-21        |
| 13-12                    | Klagenfurt-Weiz               | 3-0 | 25-18, 25-19, 26-24        |
| 13-12                    | Graz-Hartberg                 | 3-1 | 26-24, 25-23, 21-25, 25-19 |

#### Classifica
| Pos. | Squadra                | Pt | G  | V  | P  | SV | SP | Ratio | PF   | PS   | Ratio |
| ---- | ---------------------- | -- | -- | -- | -- | -- | -- | ----- | ---- | ---- | ----- |
| 1.   | Tirol                  | 40 | 14 | 13 | 1  | 45 | 5  | 9.000 | 1126 | 849  | 1.326 |
| 2.   | Vienna hotVolleys      | 28 | 14 | 9  | 5  | 33 | 20 | 1.650 | 1211 | 1110 | 1.090 |
| 3.   | Raiffeisen Waldviertel | 26 | 14 | 10 | 4  | 31 | 23 | 1.347 | 1198 | 1130 | 1.060 |
| 4.   | Hartberg               | 26 | 14 | 9  | 5  | 31 | 23 | 1.347 | 1220 | 1139 | 1.071 |
| 5.   | Graz                   | 25 | 14 | 8  | 6  | 30 | 26 | 1.153 | 1259 | 1235 | 1.019 |
| 6.   | Klagenfurt             | 10 | 14 | 3  | 11 | 16 | 35 | 0.457 | 1027 | 1193 | 0.860 |
| 7.   | Weiz                   | 9  | 14 | 3  | 11 | 16 | 35 | 0.457 | 1065 | 1194 | 0.891 |
| 8.   | Supervolley OÖ         | 4  | 14 | 1  | 13 | 8  | 39 | 0.205 | 902  | 1158 | 0.778 |

| Qualificate alla seconda fase - girone A | Qualificate alla seconda fase - girone B |

### Seconda fase

#### Risultati - Girone A
| Prima giornata |                             |     |                            |
|                |                             |     |                            |
| 21-12          | Hartberg-Vienna             | 3-0 | 25-17, 25-21, 25-22        |
| 21-12          | Amstetten-Innsbruck         | 1-3 | 25-21, 15-25, 22-25, 20-25 |
| 07-02          | Aich-Raiffeisen Waldviertel | 3-0 | 25-19, 25-21, 25-20        |

| Seconda giornata |                                 |     |                            |
|                  |                                 |     |                            |
| 20-11            | Amstetten-Aich                  | 1-3 | 27-25, 15-25, 21-25, 21-25 |
| 08-01            | Innsbruck-Vienna                | 3-0 | 25-14, 25-13, 25-19        |
| 08-01            | Raiffeisen Waldviertel-Hartberg | 3-0 | 25-18, 25-18, 25-22        |

| Terza giornata |                               |     |                            |
|                |                               |     |                            |
| 10-01          | Vienna-Raiffeisen Waldviertel | 0-3 | 20-25, 21-25, 21-25        |
| 11-01          | Hartberg-Amstetten            | 1-3 | 20-25, 18-25, 27-25, 25-27 |
| 22-01          | Aich-Innsbruck                | 0-3 | 25-27, 21-25, 21-25        |

| Quarta giornata |                                  |     |                            |
|                 |                                  |     |                            |
| 18-01           | Innsbruck-Raiffeisen Waldviertel | 3-1 | 23-25, 25-11, 25-19, 31-29 |
| 18-01           | Aich-Hartberg                    | 3-0 | 25-17, 25-18, 25-19        |
| 19-01           | Amstetten-Vienna                 | 3-0 | 25-22, 25-23, 25-16        |

| Quinta giornata |                                  |     |                                   |
|                 |                                  |     |                                   |
| 25-01           | Hartberg-Innsbruck               | 0-3 | 20-25, 15-25, 16-25               |
| 27-01           | Vienna-Aich                      | 3-2 | 21-25, 25-23, 22-25, 28-26, 15-12 |
| 08-02           | Raiffeisen Waldviertel-Amstetten | 3-0 | 25-19, 25-23, 25-22               |

| Sesta giornata |                             |     |                     |
|                |                             |     |                     |
| 29-01          | Vienna-Hartberg             | 3-0 | 25-19, 25-22, 25-10 |
| 29-01          | Innsbruck-Amstetten         | 3-0 | 25-21, 25-19, 25-22 |
| 29-01          | Raiffeisen Waldviertel-Aich | 0-3 | 15-25, 15-25, 26-28 |

| Settima giornata |                                 |     |                     |
|                  |                                 |     |                     |
| 15-01            | Aich-Amstetten                  | 3-0 | 25-15, 25-17, 25-18 |
| 13-02            | Vienna-Innsbruck                | 0-3 | 18-25, 14-25, 22-25 |
| 01-02            | Hartberg-Raiffeisen Waldviertel | 3-0 | 25-22, 26-24, 25-18 |

| Ottava giornata |                               |     |                                  |
|                 |                               |     |                                  |
| 05-02           | Raiffeisen Waldviertel-Vienna | 3-1 | 25-19, 20-25, 25-17, 25-22       |
| 05-02           | Amstetten-Hartberg            | 3-2 | 18-25, 27-25, 23-25, 25-22, 15-8 |
| 05-02           | Innsbruck-Aich                | 3-1 | 25-12, 25-22, 23-25, 27-25       |

| Nona giornata |                                  |     |                                   |
|               |                                  |     |                                   |
| 12-02         | Raiffeisen Waldviertel-Innsbruck | 2-3 | 23-25, 21-25, 25-21, 25-22, 10-15 |
| 12-02         | Hartberg-Aich                    | 0-3 | 19-25, 18-25, 16-25               |
| 11-02         | Vienna-Amstetten                 | 3-1 | 25:15, 17-25, 25-19, 25-22        |

| Decima giornata |                                  |     |                            |
|                 |                                  |     |                            |
| 15-05           | Innsbruck-Hartberg               | 3-0 | 25-15, 25-13, 25-18        |
| 15-02           | Aich-Vienna                      | 3-0 | 25-14, 25-22, 25-18        |
| 15-02           | Amstetten-Raiffeisen Waldviertel | 1-3 | 28-26, 17-25, 22-25, 21-25 |

#### Classifica - Girone A
| Pos. | Squadra                | Pt | G  | V  | P | SV | SP | Ratio | PF  | PS  | Ratio |
| ---- | ---------------------- | -- | -- | -- | - | -- | -- | ----- | --- | --- | ----- |
| 1.   | Tirol                  | 29 | 10 | 10 | 0 | 30 | 5  | 6.000 | 860 | 680 | 1.264 |
| 2.   | Aich/Dob               | 22 | 10 | 7  | 3 | 24 | 10 | 2.400 | 815 | 699 | 1.165 |
| 3.   | Raiffeisen Waldviertel | 16 | 10 | 5  | 5 | 18 | 17 | 1.058 | 789 | 796 | 0.991 |
| 4.   | Amstetten              | 8  | 10 | 3  | 7 | 13 | 24 | 0.541 | 796 | 870 | 0.914 |
| 5.   | Vienna hotVolleys      | 8  | 10 | 3  | 7 | 10 | 24 | 0.416 | 698 | 788 | 0.885 |
| 6.   | Hartberg               | 7  | 10 | 2  | 8 | 9  | 24 | 0.375 | 659 | 784 | 0.840 |

| Qualificate ai play-off scudetto |

#### Risultati - Girone B
| Prima giornata |                 |     |                     |
|                |                 |     |                     |
| 11-01          | Graz-Klagenfurt | 3-0 | 25-16, 25-17, 27-25 |
| 11-01          | Enns-Weiz       | 0-3 | 20-25, 21-25, 19-25 |

| Seconda giornata |                 |     |                                  |
|                  |                 |     |                                  |
| 18-01            | Klagenfurt-Weiz | 2-3 | 25-21, 20-25, 26-24, 23-25, 7-15 |
| 18-01            | Graz-Enns       | 3-0 | 25-17, 25-22, 25-9               |

| Terza giornata |                 |     |                            |
|                |                 |     |                            |
| 25-01          | Enns-Klagenfurt | 1-3 | 25-22, 19-25, 21-25, 21-25 |
| 25-01          | Weiz-Graz       | 3-1 | 25-23, 16-25, 25-23, 25-17 |

| Quarta giornata |                 |     |                            |
|                 |                 |     |                            |
| 01-02           | Klagenfurt-Graz | 0-3 | 23-25, 22-25, 22-25        |
| 01-02           | Weiz-Enns       | 3-1 | 25-19, 22-25, 25-16, 26-24 |

| Quinta giornata |                 |     |                                  |
|                 |                 |     |                                  |
| 12-02           | Weiz-Klagenfurt | 3-2 | 25-21, 25-19, 25-27, 18-25, 15-7 |
| 13-02           | Enns-Graz       | 2-3 | 18-25, 25-21, 25-21, 17-25, 8-15 |

| Sesta giornata |                 |     |                                   |
|                |                 |     |                                   |
| 15-02          | Klagenfurt-Enns | 2-3 | 25-15, 25-22, 20-25, 17-25, 14-16 |
| 15-02          | Graz-Weiz       | 2-3 | 25-20, 22-25, 19-25, 25-23, 13-15 |

#### Classifica - Girone B
| Pos. | Squadra        | Pt | G | V | P | SV | SP | Ratio | PF  | PS  | Ratio |
| ---- | -------------- | -- | - | - | - | -- | -- | ----- | --- | --- | ----- |
| 1.   | Graz           | 25 | 6 | 4 | 2 | 15 | 8  | 1.875 | 526 | 465 | 1.131 |
| 2.   | Weiz           | 20 | 6 | 6 | 0 | 18 | 8  | 2.250 | 590 | 536 | 1.100 |
| 3.   | Klagenfurt     | 11 | 6 | 1 | 5 | 9  | 16 | 0.562 | 523 | 559 | 0.935 |
| 4.   | Supervolley OÖ | 5  | 6 | 1 | 5 | 7  | 17 | 0.411 | 474 | 553 | 0.857 |

| Qualificate ai play-off scudetto | Qualificate ai play-out retrocessione |

### Play-off scudetto

#### Tabellone
|  | Quarti di finale | Quarti di finale       | Quarti di finale       | Quarti di finale | Quarti di finale | Quarti di finale | Quarti di finale |          |   | Semifinali | Semifinali | Semifinali | Semifinali | Semifinali | Semifinali | Semifinali |  |  | Finale | Finale | Finale | Finale | Finale | Finale | Finale | Finale | Finale |
|  |                  |                        |                        |                  |                  |                  |                  |          |   |            |            |            |            |            |            |            |  |  |        |        |        |        |        |        |        |        |        |
|  | 1A               | Tirol                  | 3                      | 3                | 3                |                  |                  |          |   |            |            |            |            |            |            |            |  |  |        |        |        |        |        |        |        |        |        |
|  | 2B               | Weiz                   | 0                      | 0                | 0                |                  |                  |          |   |            |            |            |            |            |            |            |  |  |        |        |        |        |        |        |        |        |        |
|  | 2B               | Weiz                   | 0                      | 0                | 0                |                  |                  | Tirol    | 3 | 3          | 3          |            |            |            |            |            |  |  |        |        |        |        |        |        |        |        |        |
|  |                  |                        |                        |                  |                  |                  |                  | Tirol    | 3 | 3          | 3          |            |            |            |            |            |  |  |        |        |        |        |        |        |        |        |        |
|  |                  |                        | Vienna hotVolleys      | 0                | 1                | 0                |                  |          |   |            |            |            |            |            |            |            |  |  |        |        |        |        |        |        |        |        |        |
|  | 4A               | Amstetten              | Vienna hotVolleys      | 0                | 1                | 0                | 0                | 0        | 3 | 0          |            |            |            |            |            |            |  |  |        |        |        |        |        |        |        |        |        |
|  | 4A               | Amstetten              |                        |                  |                  |                  | 0                | 0        | 3 | 0          |            |            |            |            |            |            |  |  |        |        |        |        |        |        |        |        |        |
|  | 5A               | Vienna hotVolleys      | 3                      | 3                | 2                | 3                |                  |          |   |            |            |            |            |            |            |            |  |  |        |        |        |        |        |        |        |        |        |
|  |                  |                        |                        |                  |                  |                  |                  |          |   |            |            |            |            |            |            |            |  |  |        | Tirol  | 3      | 2      | 3      | 0      | 3      | 3      |        |
|  |                  |                        |                        | Aich/Dob         | 0                | 3                | 2                | 3        | 1 | 0          |            |            |            |            |            |            |  |  |        |        |        |        |        |        |        |        |        |
|  | 2A               | Aich/Dob               | 3                      | 3                | 3                |                  |                  |          |   |            |            |            |            |            |            |            |  |  |        |        |        |        |        |        |        |        |        |
|  | 1B               | Graz                   | 0                      | 0                | 0                |                  |                  |          |   |            |            |            |            |            |            |            |  |  |        |        |        |        |        |        |        |        |        |
|  | 1B               | Graz                   | 0                      | 0                | 0                |                  |                  | Aich/Dob | 3 | 3          | 3          |            |            |            |            |            |  |  |        |        |        |        |        |        |        |        |        |
|  |                  |                        |                        |                  |                  |                  |                  | Aich/Dob | 3 | 3          | 3          |            |            |            |            |            |  |  |        |        |        |        |        |        |        |        |        |
|  |                  |                        | Raiffeisen Waldviertel | 0                | 1                | 0                |                  |          |   |            |            |            |            |            |            |            |  |  |        |        |        |        |        |        |        |        |        |
|  | 3A               | Raiffeisen Waldviertel | Raiffeisen Waldviertel | 0                | 1                | 0                | 3                | 2        | 3 | 3          |            |            |            |            |            |            |  |  |        |        |        |        |        |        |        |        |        |
|  | 3A               | Raiffeisen Waldviertel |                        |                  |                  |                  | 3                | 2        | 3 | 3          |            |            |            |            |            |            |  |  |        |        |        |        |        |        |        |        |        |
|  | 6A               | Hartberg               | 1                      | 3                | 2                | 1                |                  |          |   |            |            |            |            |            |            |            |  |  |        |        |        |        |        |        |        |        |        |

#### Risultati
| Quarti di finale |                                 |     |                            |
|                  |                                 |     |                            |
| 27-02            | Weiz-Innsbruck                  | 0-3 | 16-25, 16-25, 24-26        |
| 21-02            | Amstetten-Vienna                | 0-3 | 18-25, 17-25, 23-25        |
| 22-02            | Aich-Graz                       | 3-0 | 25-21, 25-22, 25-19        |
| 21-02            | Raiffeisen Waldviertel-Hartberg | 3-1 | 25-20, 22-25, 25-17, 26-24 |

| 01-03 | Innsbruck-Weiz                  | 3-0 | 25-15, 25-12, 25-12               |
| 26-02 | Vienna-Amstetten                | 3-0 | 25-15, 25-19, 25-17               |
| 26-02 | Graz-Aich                       | 0-3 | 13-25, 23-25, 23-25               |
| 26-02 | Hartberg-Raiffeisen Waldviertel | 3-2 | 16-25, 26-24, 25-21, 20-25, 19-17 |

| 02-03 | Innsbruck-Weiz                  | 3-0 | 25-7, 25-12, 25-10                |
| 01-03 | Amstetten-Vienna                | 3-2 | 25-19, 20-25, 25-23, 22-25, 15-9  |
| 01-03 | Aich-Graz                       | 3-0 | 25-18, 25-18, 25-14               |
| 01-03 | Raiffeisen Waldviertel-Hartberg | 3-2 | 24-26, 21-25, 25-19, 25-21, 15-12 |

| 05-03 | Vienna-Amstetten                | 3-0 | 25:23, 25:17, 25:12        |
| 05-03 | Hartberg-Raiffeisen Waldviertel | 1-3 | 25-22, 24-26, 20-25, 22-25 |

| Semifinali |                             |     |                     |
|            |                             |     |                     |
| 15-03      | Innsbruck-Vienna            | 3-0 | 25-17, 25-22, 25-16 |
| 15-03      | Aich-Raiffeisen Waldviertel | 3-0 | 25-20, 25-10, 25-15 |

| 20-03 | Vienna-Innsbruck            | 1-3 | 16-25, 25-23, 14-25, 16-25 |
| 19-03 | Raiffeisen Waldviertel-Aich | 1-3 | 22-25, 20-25, 25-22, 16-25 |

| 22-03 | Innsbruck-Vienna            | 3-0 | 25-19, 25-22, 25-20 |
| 22-03 | Aich-Raiffeisen Waldviertel | 3-0 | 25-14, 25-17, 25-17 |

| Finale 3º posto |                               |     |                            |
|                 |                               |     |                            |
| 26-03           | Vienna-Raiffeisen Waldviertel | 1-3 | 17-25, 22-25, 25-22, 21-25 |
| 29-03           | Raiffeisen Waldviertel-Vienna | 3-0 | 25-18, 25-17, 25-23        |

| Finale |                |     |                                   |
|        |                |     |                                   |
| 09-04  | Innsbruck-Aich | 3-0 | 25-15, 25-19, 26-24               |
| 12-04  | Aich-Innsbruck | 3-2 | 24-26, 39-37, 25-21, 27-29, 15-13 |
| 16-04  | Innsbruck-Aich | 3-2 | 21-25, 25-14, 24-26, 25-22, 15-11 |
| 19-04  | Aich-Innsbruck | 3-0 | 25-22, 25-19, 25-15               |
| 23-04  | Innsbruck-Aich | 3-1 | 16-25, 25-19, 25-20, 25-23        |
| 26-04  | Aich-Innsbruck | 0-3 | 21-25, 15-25, 16-25               |

### Play-off 5º posto

#### Tabellone
|  | Semifinali | Semifinali | Semifinali | Semifinali | Semifinali |  |  | Finale    | Finale    | Finale    | Finale | Finale |  |
|  |            |            |            |            |            |  |  |           |           |           |        |        |  |
|  | 4A         | Amstetten  | Amstetten  | 3          | 3          |  |  |           |           |           |        |        |  |
|  | 2B         | Weiz       | Weiz       | 0          | 0          |  |  | Amstetten | Amstetten | Amstetten | 0      | 1      |  |
|  | 6A         | Hartberg   | Hartberg   | 3          | 1          |  |  | Graz      | Graz      | Graz      | 3      | 3      |  |
|  | 2B         | Graz       | Graz       | 3          | 0          |  |  |           |           |           |        |        |  |

#### Risultati
| Semifinali |                |     |                     |
|            |                |     |                     |
| 14-03      | Amstetten-Weiz | 3-0 | 25-21, 25-12, 25-19 |
| 23-03      | Weiz-Amstetten | 0-3 | 16-25, 20-25, 22-25 |

| 15-03 | Hartberg-Graz | 0-3 | 18-25, 13-25, 19-25        |
| 22-03 | Graz-Hartberg | 3-1 | 22-25, 25-21, 25-20, 25-21 |

| Finale 7º posto |               |     |                     |
|                 |               |     |                     |
| 29-03           | Hartberg-Weiz | 3-0 | 27-25, 25-19, 25-22 |
| 06-04           | Weiz-Hartberg | 0-3 | 32-34, 23-25, 23-25 |

| Finale 5º posto |                |     |                            |
|                 |                |     |                            |
| 02-04           | Amstetten-Graz | 0-3 | 19-25, 20-25, 18-25        |
| 05-04           | Graz-Amstetten | 3-1 | 25-21, 25-22, 18-25, 25-15 |

### Play-out

#### Risultati
| Prima giornata |                 |     |                                   |
|                |                 |     |                                   |
| 01-03          | Mils-Klagenfurt | 2-3 | 25-17, 25-21, 13-25, 16-25, 13-15 |
| 01-03          | Enns-Bisamberg  | 3-1 | 25-22, 26-28, 28-26, 25-23        |

| Seconda giornata |                      |     |                            |
|                  |                      |     |                            |
| 09-03            | Mils-Enns            | 1-3 | 25-21, 27-25, 25-12        |
| 09-03            | Klagenfurt-Bisamberg | 3-0 | 25-23, 20-25, 22-25, 22-25 |

| Terza giornata |                 |     |                                  |
|                |                 |     |                                  |
| 13-03          | Klagenfurt-Enns | 3-1 | 22-25, 25-20, 25-22, 25-15       |
| 15-03          | Mils-Bisamberg  | 2-3 | 20-25, 23-25, 25-23, 26-24, 8-15 |

| Quarta giornata |                 |     |                            |
|                 |                 |     |                            |
| 23-03           | Bisamberg-Enns  | 0-3 | 23-25, 22-25, 12-25        |
| 22-03           | Klagenfurt-Mils | 3-1 | 26-28, 25-17, 25-15, 25-14 |

| Quinta giornata |                      |     |                            |
|                 |                      |     |                            |
| 29-03           | Enns-Mils            | 3-1 | 25-15, 25-17, 23-25, 25-18 |
| 29-03           | Bisamberg-Klagenfurt | 1-3 | 21-25, 25-16, 17-25, 20-25 |

| Sesta giornata |                 |     |                                   |
|                |                 |     |                                   |
| 05-04          | Enns-Klagenfurt | 3-2 | 25-20, 16-25, 20:25, 25-16, 18-16 |
| 05-04          | Bisamberg-Mils  | 3-1 | 22-25, 25-23, 25-12, 25-23        |

#### Classifica
| Pos. | Squadra        | Pt | G | V | P | SV | SP | Ratio | PF  | PS  | Ratio |
| ---- | -------------- | -- | - | - | - | -- | -- | ----- | --- | --- | ----- |
| 1.   | Klagenfurt     | 15 | 6 | 5 | 1 | 17 | 8  | 2.125 | 571 | 493 | 1.158 |
| 2.   | Supervolley OÖ | 14 | 6 | 5 | 1 | 16 | 8  | 2.000 | 561 | 519 | 1.080 |
| 3.   | Bisamberg      | 5  | 6 | 2 | 4 | 8  | 15 | 0.533 | 506 | 532 | 0.951 |
| 4.   | Mils           | 2  | 6 | 0 | 6 | 8  | 18 | 0.444 | 515 | 609 | 0.845 |

## Verdetti
- Tirol Campione d'Austria 2013-14 e qualificata alla Champions League 2014-15.
- Aich/Dob e  Vienna hotVolleys qualificate alla Coppa CEV 2014-15.
- Raiffeisen Waldviertel e  Graz qualificate alla Challenge Cup 2014-15.

## Statistiche
| Rendimento individuale | Rendimento individuale | Rendimento individuale | Rendimento individuale |
| Pos.                   | Nome                   | Punti                  | Squadra                |
| ---------------------- | ---------------------- | ---------------------- | ---------------------- |
| 1                      | Paul Buchegger         | 257                    | Graz                   |
| 2                      | Thomas Tröthann        | 236                    | Vienna hotVolleys      |
| 3                      | Ronald Jiménez         | 214                    | Tirol                  |
| 4                      | Bartłomiej Gajdek      | 204                    | Raiffeisen Waldviertel |
| 5                      | Simon Frühbauer        | 188                    | Klagenfurt             |
| 6                      | Reinhard Hölzel        | 186                    | Weiz                   |
| 7                      | Anton Menner           | 178                    | Graz                   |
| 8                      | Markus Schloffer       | 156                    | Hartberg               |
| 9                      | Ricardo Serafim        | 149                    | Vienna hotVolleys      |
| 10                     | Maximilian Landfahrer  | 147                    | Weiz                   |

| Attacchi vincenti | Attacchi vincenti     | Attacchi vincenti | Attacchi vincenti      |
| Pos.              | Nome                  | Punti             | Squadra                |
| ----------------- | --------------------- | ----------------- | ---------------------- |
| 1                 | Paul Buchegger        | 223               | Graz                   |
| 2                 | Thomas Tröthann       | 200               | Vienna hotVolleys      |
| 3                 | Ronald Jiménez        | 163               | Tirol                  |
| 4                 | Bartłomiej Gajdek     | 161               | Raiffeisen Waldviertel |
| 5                 | Reinhard Hölzel       | 156               | Weiz                   |
| 6                 | Simon Frühbauer       | 155               | Klagenfurt             |
| 7                 | Anton Menner          | 148               | Graz                   |
| 8                 | Markus Schloffer      | 131               | Hartberg               |
| 9                 | Ricardo Serafim       | 125               | Vienna hotVolleys      |
| 10                | Maximilian Landfahrer | 122               | Weiz                   |

| Muri vincenti | Muri vincenti       | Muri vincenti | Muri vincenti          |
| Pos.          | Nome                | Punti         | Squadra                |
| ------------- | ------------------- | ------------- | ---------------------- |
| 1             | Martin Postl        | 50            | Hartberg               |
| 2             | Alexander Swoboda   | 43            | Graz                   |
| 3             | Bernhard Hölzl      | 42            | Weiz                   |
| 4             | Robert Szczerbaniuk | 37            | Vienna hotVolleys      |
| 5             | Clemens Unterberger | 36            | Hartberg               |
| 6             | Petr Calábek        | 33            | Raiffeisen Waldviertel |
| 7             | Ronald Jiménez      | 26            | Tirol                  |
| 7             | Andrew Hein         | 26            | Tirol                  |
| 9             | Davor Čebron        | 25            | Raiffeisen Waldviertel |
| 10            | Michal Rak          | 24            | Tirol                  |

| Battute vincenti | Battute vincenti   | Battute vincenti | Battute vincenti       |
| Pos.             | Nome               | Punti            | Squadra                |
| ---------------- | ------------------ | ---------------- | ---------------------- |
| 1                | Ronald Jiménez     | 25               | Tirol                  |
| 2                | Simon Frühbauer    | 24               | Klagenfurt             |
| 3                | Martin Postl       | 21               | Hartberg               |
| 4                | Bartłomiej Gajdek  | 20               | Raiffeisen Waldviertel |
| 4                | Maximilian Thaller | 20               | Hartberg               |
| 6                | Thomas Tröthann    | 19               | Vienna hotVolleys      |
| 7                | Alexander Swoboda  | 17               | Graz                   |
| 7                | Anton Menner       | 17               | Graz                   |
| 9                | Paul Buchegger     | 15               | Graz                   |
| 10               | Jānis Pēda         | 14               | Tirol                  |
| 10               | Tamás Kaszap       | 14               | Tirol                  |

NB: I dati sono riferiti esclusivamente alla prima fase.